# 福诺菲亚鲁尔体育场
鲁尔球场（德語：Ruhrstadion），獲贊助冠名稱為雷维尔电力体育场，是位於德國北莱茵-威斯特法伦州鲁尔区中部波鸿的足球場。球場始建於1911年，是德乙球會波鸿足球俱乐部的主場球場，可容31,328名觀察。

## 歷史
魯爾球場原址的舊球場在1911年揭幕啟用，球場原本容量超過5萬名觀眾，但於無數次修建後不斷下降，現時可容31,328人。
現時的球場於1976年3月與1979年7月之間建造，於1979年7月21日舉行首場賽事，由迎戰华登舒特09（SG Wattenscheid 09）。1983年6月15日歌手在此舉行其《严肃的月光》（Serious Moonlight Tour）巡迴音樂會。
2006年魯爾球場與贊助商簽訂五年冠名合約，更名為「雷维尔电力体育场」（rewirpowerSTADION）。

## 外部連結
- Ausführliche Stadiongeschichte （页面存档备份，存于）（德文）

51°29′23.57″N 7°14′11.56″E / 51.4898806°N 7.2365444°E